# لوران هارد
لوران هارد (انگلیسی: Laurent Huard؛ زادهٔ ۲۶ اوت ۱۹۷۳) بازیکن فوتبال اهل فرانسه است.
از باشگاه‌هایی که در آن بازی کرده‌است می‌توان به باشگاه فوتبال سن-اتین، باشگاه فوتبال رن، و باشگاه فوتبال سدان اشاره کرد.